# 6.º arrondissement de Paris

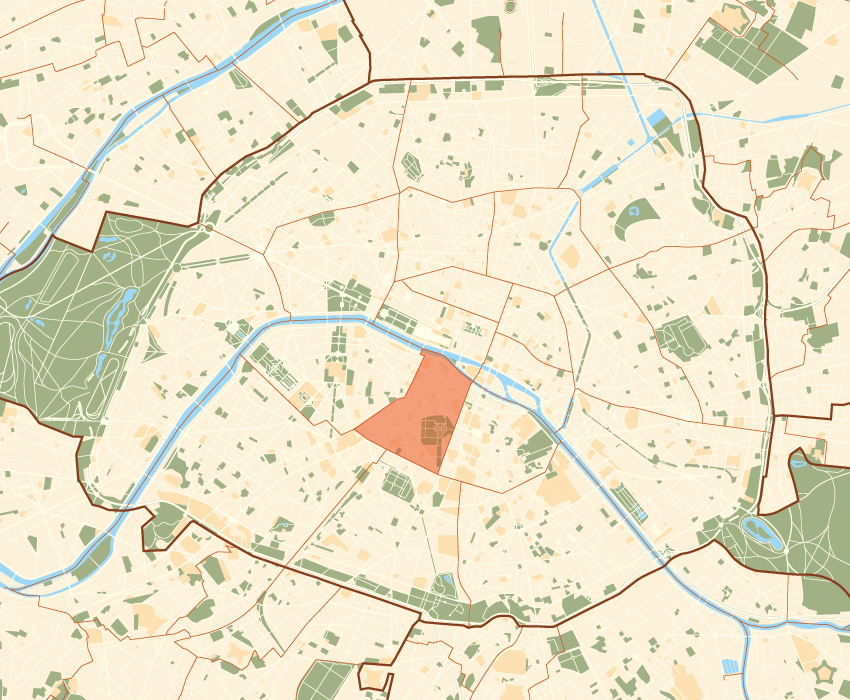
Mapa do 6.º arrondissement, assinalado a vermelho.

O 6.º arrondissement de Paris é um dos 20 arrondissements de Paris. Situa-se no centro da cidade.

## Bairros
O 6.º arrondissement encontra-se dividido em quatro bairros:
- Quartier Saint-Germain-des-Prés
- Quartier Notre-Dame-des-Champs
- Quartier de L'Odéon
- Quartier de La Monnaie

## Principais edifícios

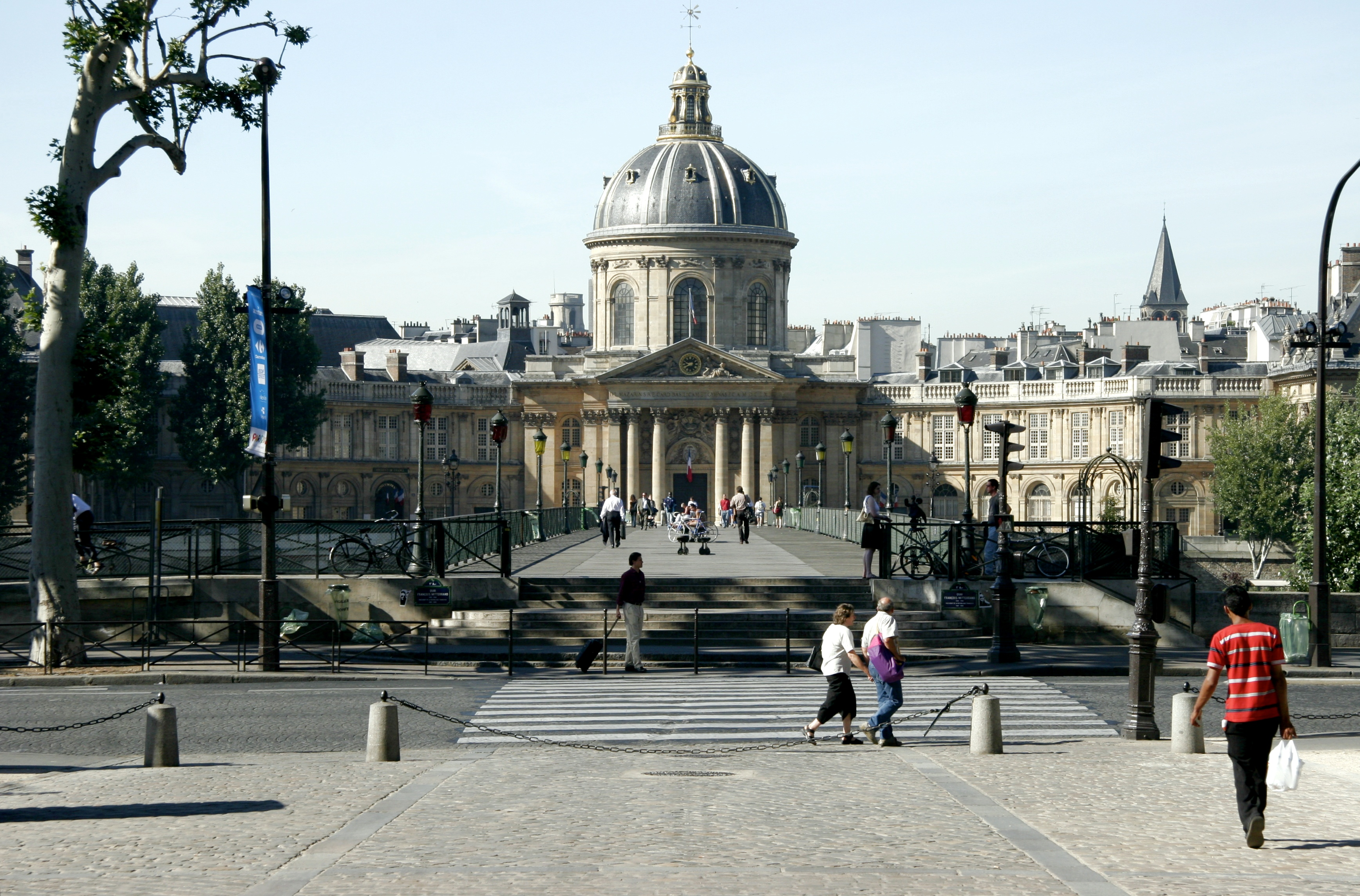
Institut de France a partir do Museu do Louvre.

- Institut de France
- Palais du Luxembourg - Senado
- Jardin du Luxembourg
- Théâtre de l'Odéon
- Hôtel des Monnaies
- Convento dos Cordeliers
- Pont Neuf
- Pont des Arts

## Demografia
Em 2006, a população era de 45 278 habitantes, com uma densidade média de 21 060hab/km².
| Ano (censo nacional)     | População | Densidade (hab./km²) |
| ------------------------ | --------- | -------------------- |
| 1872                     | 90288     | 41994                |
| 1911 (pico de população) | 102993    | 47815                |
| 1954                     | 88200     | 41023                |
| 1962                     | 80262     | 37262                |
| 1968                     | 70891     | 32911                |
| 1975                     | 56331     | 26152                |
| 1982                     | 48905     | 22704                |
| 1990                     | 47891     | 22234                |
| 1999                     | 44919     | 20854                |
| 2006                     | 45278     | 21060                |